# Mats Møller Dæhli
Mats Møller Dæhli (ur. 2 marca 1995 w Oslo) – norweski piłkarz grający na pozycji lewego pomocnika. Od 2020 jest zawodnikiem klubu KRC Genk.

## Kariera klubowa
Swoją karierę piłkarską Dæhli rozpoczął w klubie Lyn Fotball. W 2010 roku podjął treningi w juniorach Stabæk IF, a w tym samym roku wrócił do Lyn Fotball. W lutym 2011 roku został członkiem akademii piłkarskiej Manchester United, z którą podpisał trzyipółletni kontrakt. Na początku marca 2012 podpisał profesjonalny kontrakt z tą drużyną obowiązujący do lata 2014. Kilka dni po podpisaniu kontraktu zadebiutował w zespole rezerw. Do 2013 roku grał w juniorskich drużynach Manchesteru United oraz drużynie rezerw.
W lipcu 2013 roku Dæhli wrócił do Norwegii i podpisał kontrakt z klubem Molde FK. 3 sierpnia 2013 zaliczył w nim debiut w lidze norweskiej w wygranym 2:0 domowym meczu z SK Brann.
11 stycznia 2014 roku podpisał kontrakt z walijskim Cardiff City. W styczniu 2015 przeszedł do SC Freiburg.
| Sezon   | Klub         | Kraj     | Rozgrywki      | Mecze | Bramki |
| ------- | ------------ | -------- | -------------- | ----- | ------ |
| 2013    | Molde FK     | Norwegia | Tippeligaen    | 12    | 0      |
| 2013/14 | Cardiff City | Walia    | Premier League | 13    | 1      |
| 2014/15 | Cardiff City | Walia    | Championship   | 9     | 0      |
| 2014/15 | SC Freiburg  | Niemcy   | Bundesliga     | 2     | 0      |
| 2015/16 | SC Freiburg  | Niemcy   | 2. Bundesliga  | 2     | 0      |
| 2016/17 | SC Freiburg  | Niemcy   | Bundesliga     | 2     | 0      |
| 2016/17 | FC St. Pauli | Niemcy   | 2. Bundesliga  | 13    | 2      |
| 2017/18 | FC St. Pauli | Niemcy   | 2. Bundesliga  | 21    | 0      |
| 2018/19 | FC St. Pauli | Niemcy   | 2. Bundesliga  |       |        |

## Kariera reprezentacyjna
Dæhli grał w młodzieżowych reprezentacjach Norwegii. W dorosłej reprezentacji Norwegii zadebiutował 15 listopada 2013 w przegranym 1:2 towarzyskim meczu z Danią, rozegranym w Herning. W 60. minucie tego meczu zmienił Pera Ciljana Skjelbreda.